# 施泰納赫河 (陶伯河支流)
49°30′28.56″N 10°1′1.89″E / 49.5079333°N 10.0171917°E

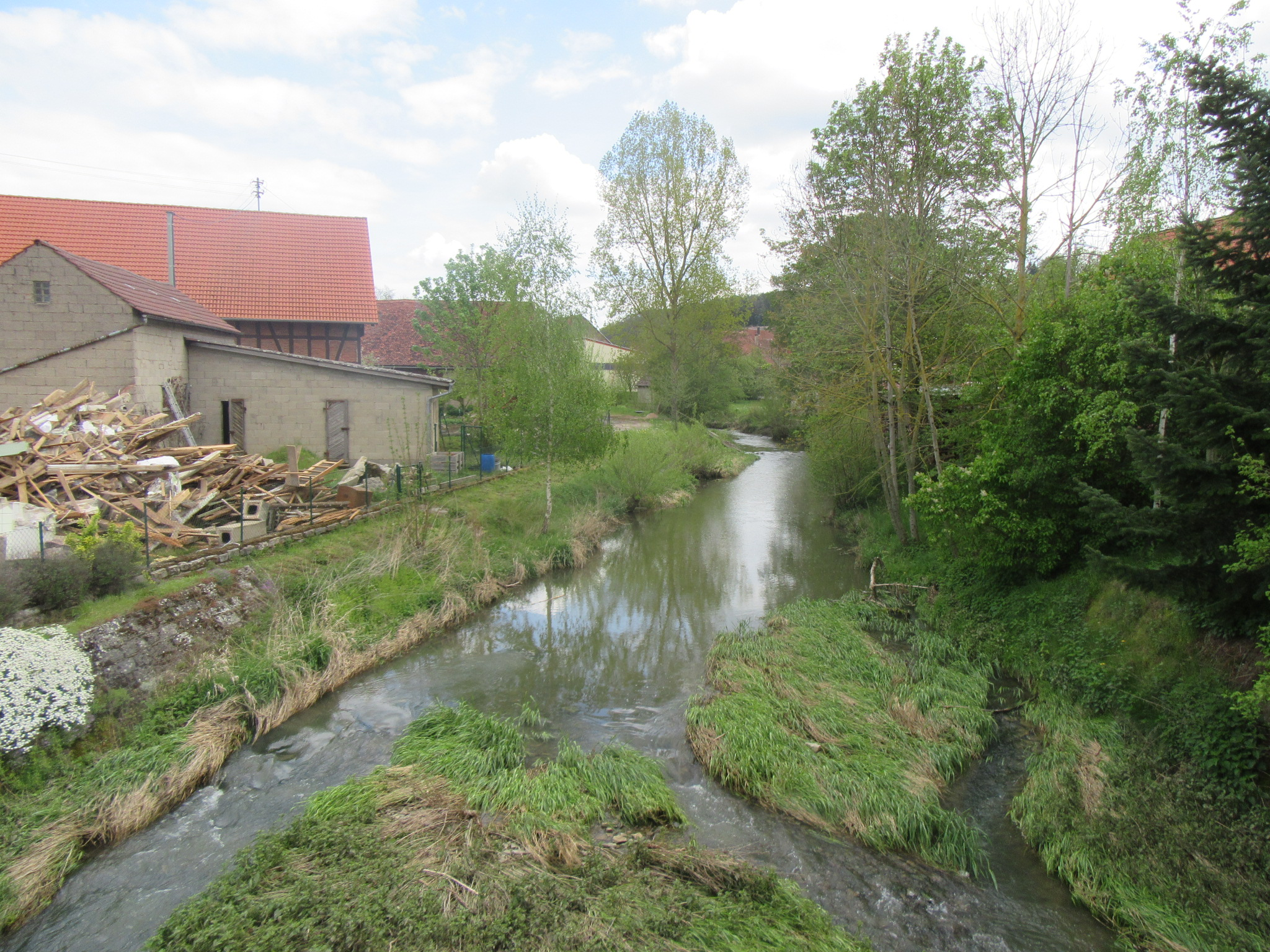

施泰納赫河是德國的河流，位於該國東南部，由巴伐利亞負責管轄，屬於陶伯河的右支流，河道全長22.3公里，流域面積85.4平方公里。